# Peltophorum
Peltophorum ist eine Pflanzengattung innerhalb der Familie der Hülsenfrüchtler (Fabaceae). Für die Gattung hat sich bislang offenbar kein deutscher Name eingebürgert. Bei den beiden Arten Peltophorum africanum aus Afrika sowie Peltophorum pterocarpum aus Südostasien bis Nordaustralien wird der deutsche Trivialname „Gelber Flammenbaum“ verwendet.

## Beschreibung

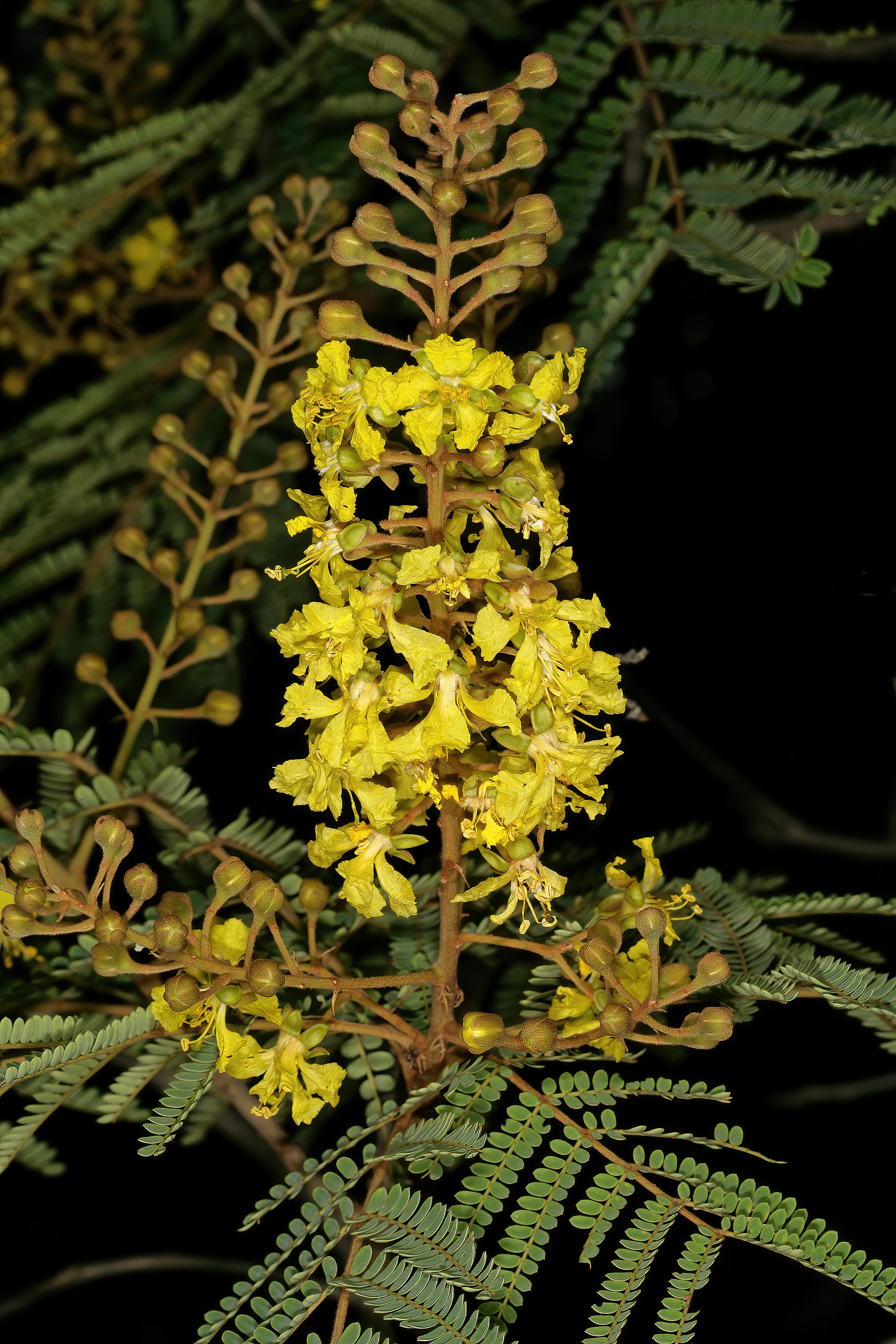
Blütenstände und Laubblätter von Peltophorum africanum

Die Peltophorum-Arten wachsen als stattliche Bäume. Die Laubblätter sind doppelt gefiedert mit vielen relativ kleinen Fiederblättern. Die Nebenblätter fallen früh ab.
Die Blüten stehen in endständigen, traubigen oder rispigen Blütenständen zusammen. Die Tragblätter werden früh abgeworfen. Die zwittrigen Blüten sind fünfzählig mit doppelter Blütenhülle. Die fünf Kelchblätter sind etwas ungleich. Die fünf Kronblätter sind etwas ungleich. Es sind zehn freie Staubblätter vorhanden mit an der Basis behaarten Staubfäden. Die flachen und langgestreckten Hülsenfrüchte enthalten jeweils ein bis vier flache Samen.

## Verbreitung
Die Verbreitung der Gattung Peltophorum reicht von den tropischen bis subtropischen Gebieten von Amerika, Afrika und Südostasien und ist bis ins nördliche Australien heimisch.

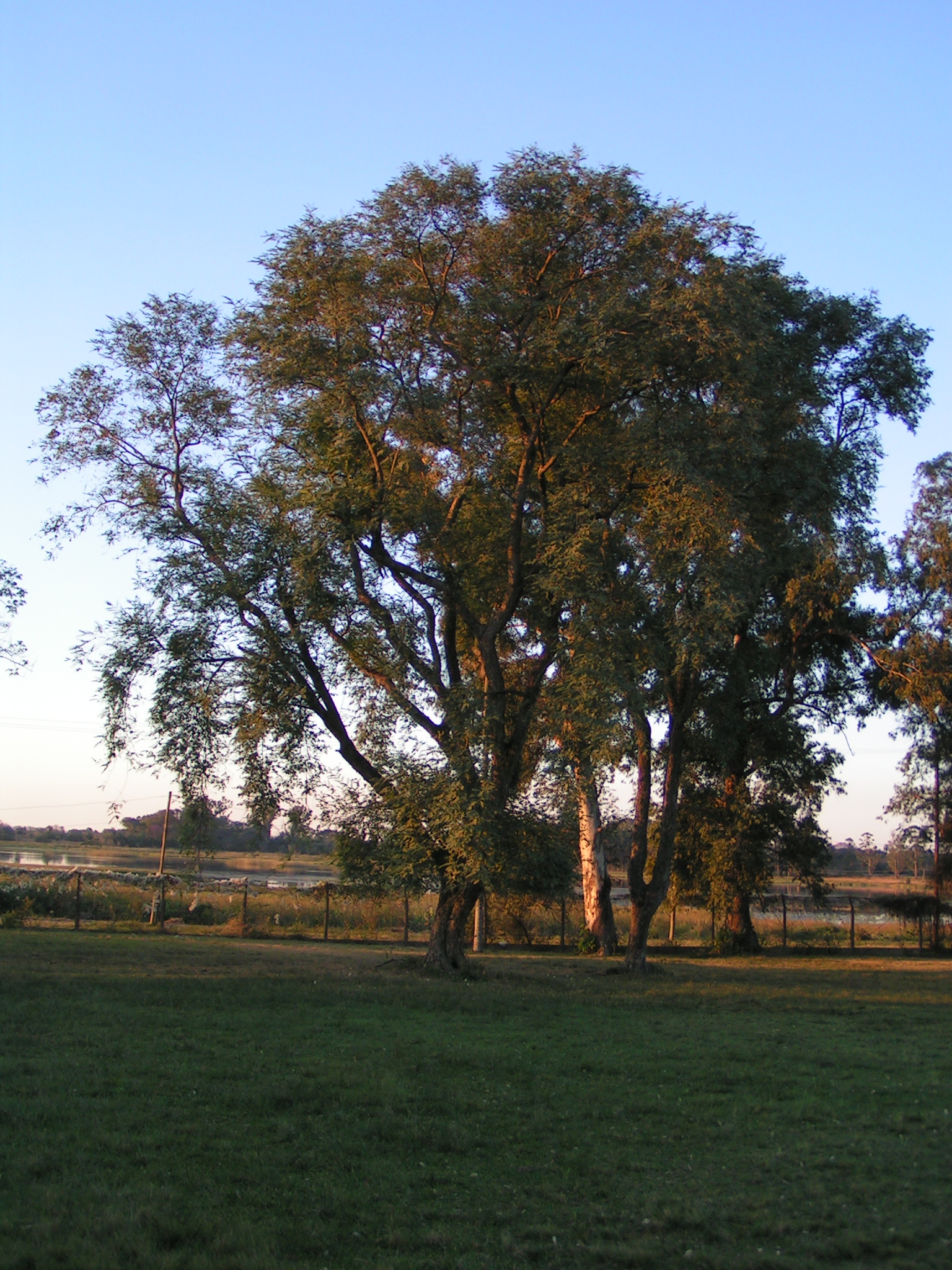
Peltophorum dubium

## Taxonomie und Systematik
Die Gattung Peltophorum wurde 1840 von George Bentham in Journal of Botany (Hooker) Band 2 Seite 75 beschrieben. Name und Beschreibung wurden konserviert. Bentham verwendete als Basionym die Sektion Caesalpinia sect. Peltophorum von Julius Rudolph Theodor Vogel aus Linnaea Band 11 Heft 3, Seite 406 von 1837.  
Je nach Autor gibt es 8 bis 15 Peltophorum-Arten. Hier eine Artenauswahl:
- Peltophorum acutifolium (J.R.Johnst.) J.R.Johnst. (Syn.: Caesalpinia acutifolia J.R.Johnst., Peltophorum suringarii Urb.): Sie kommt in Venezuela, auf Aruba und auf den Niederländischen Antillen vor.[2]
- Peltophorum africanum Sond. (Syn.: Baryxylum africanum (Sond.) Pierre): Sie kommt im südlichen tropischen und im südlichen Afrika vor.[2]
- Peltophorum dasyrhachis (Miq.) Kurz (Syn.: Baryxylum dasyrhachis (Miq.) Pierre, Caesalpinia dasyrhachis Miq.): Sie kommt in Indonesien, Malaysia, Thailand, Kambodscha, Laos und Vietnam vor.[2]
- Peltophorum dubium (Spreng.) Taub. (Syn.: Baryxylum dubium (Spreng.) Pierre, Caesalpinia dubia Spreng., Peltophorum vogelianum Benth.): Sie kommt ursprünglich in Kuba, Hispaniola, im östlichen und südlichen Brasilien, in Paraguay, im nördlichen Argentinien und im nördlichen Uruguay vor.[2]
- Peltophorum pterocarpum (DC.) Backer ex K. Heyne (Syn.: Baryxylum inerme (Roxb.) Pierre, Caesalpinia ferruginea Decne., Caesalpinia inermis Roxb., Inga pterocarpa DC., Peltophorum ferrugineum (Decne.) Benth., Peltophorum inerme (Roxb.) Náves ex Fern.-Vill. nom. inval.): Sie kommt in Sri Lanka, Thailand, Malaysia, Vietnam, Neuguinea, in Indonesien, auf den Philippinen und im nördlichen Australien vor.[2]

Folgende Art wird nicht mehr dieser Gattung zugeordnet:
- Peltophorum brasiliense Urb. ist jetzt Caesalpinia violacea Standl.